# ДНК-комп'ютер

Анімація структури ділянки ДНК. Азот: синій, кисень: червоний, вуглець: зелений, водень: білий, фосфор: оранжевий.

ДНК-комп'ютер — обчислювальна система, що використовує обчислювальні можливості молекул ДНК. ДНК-комп'ютер передбачає використання величезної потужності паралельної обробки та ємності зберігання інформації ДНК для виконання складних обчислень.
Ця форма обчислень використовує здатність молекул ДНК зберігати величезні обсяги інформації у своїй структурі — 215 петабайт (215 мільйонів гігабайт) інформації може бути збережено лише в одному грамі ДНК. Інформація закодована в послідовності нуклеотидів - аденіну (A), цитозину (C), гуаніну (G) і тиміну (T), які утворюють будівельні блоки ДНК. Маніпулюючи цими послідовностями за допомогою біохімічних реакцій, обчислення ДНК дозволяють представляти та обробляти дані дуже паралельним і масово розподіленим способом. 
Однією з найвидатніших особливостей обчислення ДНК є його здатність до паралелізму, коли численні операції можуть виконуватися одночасно завдяки властивій природі молекул ДНК, що утворюють мільярди паралельних реакцій. Цей паралелізм може дозволити ДНК-комп’ютерам вирішувати складні обчислювальні проблеми в безпрецедентному масштабі та швидкості.
Крім того, ДНК-обчислення показали багатообіцяючі можливості для вирішення певних класів проблем, таких як оптимізація, криптографія та розпізнавання образів. Алгоритми в обчисленні ДНК використовують унікальні властивості ланцюгів ДНК, використовуючи їх здатність виконувати такі операції, як вирівнювання послідовностей, гібридизація та самозбірка для виконання обчислень.
Незважаючи на свій величезний потенціал, ДНК-обчислення все ще перебувають на стадії розвитку та стикаються з проблемами, пов’язаними з масштабованістю, рівнем помилок і практичним впровадженням. Дослідники продовжують досліджувати шляхи подолання цих перешкод і розкриття повного потенціалу ДНК як обчислювального субстрату. ДНК-комп'ютер є перспективною технологією в обчислювальній науці, пропонуючи зазирнути в майбутнє, де біологічні молекули рухатимуть наступне покоління обчислень, обіцяючи неперевершену обчислювальну потужність і можливості вирішення проблем.

## Історія

### Біокомп'ютер Адлемана
В 1994 році Леонард Адлеман, професор університету Південної Каліфорнії, продемонстрував, що за допомогою пробірки з ДНК можна вельми ефектно розв'язати класичну комбінаторну «задачу комівояжера» (найкоротший маршрут обходу вершин графу). Класична комп'ютерна архітектура вимагає безліч обчислень з випробуванням кожного варіанту.
Метод ДНК дозволяє відразу згенерувати всі можливі варіанти розв'язків за допомогою відомих біохімічних реакцій. Потім можливо швидко відфільтрувати саме ту молекулу-нитку, в якій закодована потрібна відповідь. Проблеми, що виникають при цьому:
1. Потрібна надзвичайно трудомістка серія реакцій, що проводяться під ретельним спостереженням.
2. Існує проблема масштабування завдання.

Біокомп'ютер Едлмана відшукував оптимальний маршрут обходу для 7 вершин графу. Але чим більше вершин графу, тим більше біокомп'ютеру вимагається ДНК-матеріалу. Було підраховано, що при масштабуванні методики Едлмана для розв'язку завдання обходу не 7 пунктів, а близько 200, вага ДНК для представлення всіх можливих розв'язків перевищить вагу нашої планети.

### Скінченний біоавтомат Шапіро
Скінченний біоавтомат Шапіро — технологія багатоцільового ДНК-комп'ютера, що розробляється ізраїльським професором Ехудом Шапіро (Ehud Shapiro) з Вейцмановського інституту. Його основою є вже відомі властивості біомолекул, таких як ферменти. Принцип дії ДНК-комп'ютера схожий на принцип дії теоретичного пристрою, відомого в математиці як «скінченний автомат» або машина Тюрінга.

### Сучасність
У 2023 році в провідному науковому журналі Nature було опубліковане дослідження, в якому команда дослідників із Китаю розробила ДНК-інтегральну схему (DIC) із надзвичайною універсальністю, яка здатна формувати 100 мільярдів схем, кожна з яких здатна запускати власну програму. Це являє собою значний прогрес у обчисленнях ДНК, вирішуючи проблеми програмованості та масштабованості для обчислень загального призначення. DIC були сконструйовані з використанням програмованих вентильних матриць на основі ДНК (DPGA), і експерименти продемонстрували їх здатність розв’язувати математичні рівняння, та потенційно відкриває шлях для застосування в таких сферах, як діагностика захворювань. Крім того, дослідники досягли мінімального ослаблення сигналу, що стало вирішальним кроком до масштабованих та адаптованих обчислень ДНК.
Також у 2023 році в науковому журналі Science Advances було представлено техніку замороження-відтавання для 20-120-кратного збільшення швидкості реакцій в ДНК-обчисленнях.

## Принципи обчислення ДНК
Обчислення ДНК спирається на унікальні властивості молекул ДНК. Ці властивості включають здатність ДНК зберігати й обробляти величезні обсяги інформації паралельно, її високу щільність інформації та здатність виконувати операції на молекулярному рівні.
У ДНК-обчисленнях інформація представлена за допомогою ланцюгів ДНК. Чотири нуклеотидні основи — аденін (A), цитозин (C), гуанін (G) і тимін (T) — служать основними одиницями інформації. Обчислення здійснюється шляхом маніпулювання та комбінування цих ниток ДНК за допомогою біохімічних реакцій.

## Техніка обчислення ДНК

### Переміщення ланцюга ДНК
Ця техніка передбачає використання молекул ДНК, які можуть зв’язуватися з певними послідовностями ДНК і заміщати інші ланцюги передбачуваним чином. Це дозволяє реалізувати логічні ворота та прості обчислювальні процеси.

### ДНК-ферменти
ДНК-ферменти, є каталітичними молекулами, які можуть виконувати специфічні хімічні реакції з ДНК. Їх можна використовувати для проведення ферментативних обчислень і посилення сигналів у системах на основі ДНК.

### ДНК-оригамі
ДНК-оригамі передбачає згортання ланцюгів ДНК у певні форми та структури. Його використовували для створення складних ДНК-нанопристроїв, які можуть виконувати обчислення в молекулярному масштабі.

### Техніка Адлемана
Оригінальна техніка обчислення ДНК Адлемана передбачає кодування обчислювальної задачі в ланцюгах ДНК, виконання операцій над ланцюгами за допомогою біохімічних реакцій, а потім отримання рішення шляхом спостереження за отриманими моделями ДНК.

## Застосування
Обчислення ДНК показало перспективу в кількох сферах, зокрема в наступних.

### Проблеми оптимізації
Обчислення ДНК було застосовано для вирішення проблем оптимізації, таких як задача комівояжера, розфарбовування графів і згортання білків. Величезний паралелізм і здатність зберігати інформацію роблять ДНК добре придатною для вирішення таких проблем.
Дослідження 2023 року стало вирішальним кроком до масштабованих та адаптованих обчислень ДНК.

### Криптографія
Методи шифрування на основі ДНК досліджувалися як потенційне рішення для безпечного зв’язку. Молекули ДНК можна використовувати для кодування та декодування інформації, забезпечуючи новий підхід до алгоритмів шифрування.

### Зберігання даних
ДНК має потенціал для зберігання величезних обсягів інформації в компактній формі. Дослідники розробили методи кодування та отримання цифрових даних у молекулах ДНК, що відкриває можливості для тривалого зберігання даних із високою щільністю.
У статті 2023 року, опублікованій в Nature Communications, дослідники докладно описали метод захоплення двовимірних світлових візерунків у ДНК шляхом використання оптогенетичних схем для запису світла в ДНК, кодування просторових місць за допомогою штрих-кодування та отримання збережених зображень за допомогою високопродуктивного секвенування наступного покоління. Дослідники продемонстрували кодування кількох зображень у ДНК загальною довжиною 1152 біти, вибіркове отримання зображень, а також стійкість до висихання, тепла та ультрафіолетового випромінювання. Також дослідники продемонстрували успішне мультиплексування з використанням кількох довжин хвиль світла, захоплюючи 2 різні зображення одночасно за допомогою червоного та синього світла. Таким чином, дослідники створили «живу цифрову камеру», прокладаючи шлях, за їх словами, до інтеграції біологічних систем із цифровими пристроями.

### Біомедицина

#### Діагностика
Стаття 2022 року, опублікована в Applied Science, представила нову концепцію створення біочіпів за допомогою біомолекулярних ДНК-комп’ютерів, підкреслюючи їхній потенціал у автоматизації процесів ПЛР. Запропонований підхід Queue-PCR означає нове застосування біомолекулярних комп’ютерів, пропонуючи можливості для автоматизації методів молекулярної генетики та пропонуючи інтеграцію методів машинного навчання для проектування біочіпів на основі унікальних нуклеотидних послідовностей.

## Виклики та перспективні напрямки
Незважаючи на те, що обчислення ДНК може бути перспективною технологією, необхідно вирішити кілька проблем, перш ніж його можна буде широко застосовувати. Ці виклики включають високу кількість помилок, пов’язаних з біохімічними реакціями, високу вартість синтезу та секвенування ДНК, а також складність масштабування систем на основі ДНК.
Майбутні дослідження ДНК-комп’ютерів спрямовані на подолання цих проблем і пошук нових застосувань. Прогрес у синтезі ДНК, технологіях секвенування та методах виправлення помилок є вирішальними для реалізації повного потенціалу обчислень ДНК.

### Книги
- Ilan Shomorony, Reinhard Heckel (2022). Information-Theoretic Foundations of DNA Data Storage. Now Publishers. с. 120. ISBN 978-1680839562.
- Demidov Vadim V. (2020). DNA beyond genes: from data storage and computing to nanobots, nanomedicine, and nanoelectronics. Cham: Springer. ISBN 978-3-030-36434-2
- Namasudra Suyel; Deka Ganesh Chandra (2019). Advances of DNA computing in cryptography. Milton: Chapman and Hall/CRC. ISBN 978-1-351-01139-6.

### Статті
- Lv Hui; Xie Nuli; Li Mingqiang та ін. (13 вересня 2023). DNA-based programmable gate arrays for general-purpose DNA computing. Nature (англ.). с. 1–9. doi:10.1038/s41586-023-06484-9.
- Nagipogu Rajiv Teja; Fu Daniel; Reif John H. (4 травня 2023). A survey on molecular-scale learning systems with relevance to DNA computing. Nanoscale (англ.). doi:10.1039/D2NR06202J.
- Doricchi Andrea; Platnich Casey M.; Gimpel Andreas та ін. (2022). Emerging Approaches to DNA Data Storage: Challenges and Prospects. ACS Nano. (англ.) 16 (11). doi:10.1021/acsnano.2c06748.
- Zhang Lichao; Lv Yuanyuan; Xu Lei; Zhou Murong. (2022). A Review of DNA Data Storage Technologies Based on Biomolecules. Current Bioinformatics. (англ.) 17 (1). с. 31–36. doi:10.2174/1574893616666210813101237.
- Scudellari Megan (29 грудня 2015). DNA for data storage and computing. Proceedings of the National Academy of Sciences (англ.) 112 (52). с. 15771–15772. doi:10.1073/pnas.1520100112.
- Kevin N. Lin, Kevin Volkel, James M. Tuck & Albert J. Keung (2020). Dynamic and scalable DNA-based information storage. Nature Communications. (англ.) 11, 2981. doi:10.1038/s41467-020-16797-2.